# Fourqueux Ladies Open
Het Fourqueux Ladies Open was een jaarlijks golftoernooi in Frankrijk, dat deel uitmaakte van de Ladies European Tour Access Series. Het werd opgericht in 2012 en vond telkens plaats op de Golf de Fourqueux in de hoofdstad Parijs.
Het toernooi werd gespeeld in een strokeplay-formule van drie ronden (54-holes) en na de tweede ronde werd de cut toegepast.

## Winnaressen
| Jaar | Winnares           | Score | Score | Info  |
| ---- | ------------------ | ----- | ----- | ----- |
| 2012 | Caroline Afonso    | 212   | –4    | [ 1 ] |
| 2013 | Cassandra Kirkland | 209   | –7    | [ 2 ] |

| Toernooirecord |  | po = winnares na play-off |